# فرانكي مونيز
فرانسيسكو مونيز (وُلد في 5 ديسمبر 1985) هو ممثل أمريكي وسائق محترف في سباقات السيارات. برز في أوائل الألفية الثانية ببطولته للمسلسل الكوميدي الشهير مالكولم في الوسط الذي عرضته شبكة فوكس بين عامي 2000 و2006، وحصل بفضله على ترشيحات جائزة إيمي وجائزتي غولدن غلوب. كما شارك في أفلام مثل كاذب كبير جدا (فيلم) عام 2002، وديوسيز وايلد عام 2002، والعميل كودي بانكس عام 2003، وريسينغ سترايبس عام 2005. خلال ذروة شهرته عام 2003، كان يُعد واحدًا من أبرز الممثلين الأطفال وأكثر المراهقين تحقيقًا للأرباح في هوليوود.
قرر مونيز في عام 2008 التوقف مؤقتًا عن التمثيل لمتابعة شغفه برياضة سباقات السيارات، حيث شارك في بطولة أتلانتيك للسيارات مفتوحة العجلات. عاد إلى مضمار السباقات عام 2021، ثم انضم عام 2023 إلى فريق ريت جونز ريسينغ للمنافسة في موسم كامل ضمن سلسلة آركا مينارد، وحقق المركز الرابع في الترتيب العام. ، يشارك مونيز حاليًا بدوام كامل في سلسلة ناسكار كرافتسمان للشاحنات، حيث يقود السيارة رقم 33 فورد F-150 لصالح فريق ريوم براذرز ريسينغ.

## أعماله
| السنة | العنوان (بالإنجليزية)                             | العنوان (بالعربية)                | الدور                   | ملاحظات                  |
| ----- | ------------------------------------------------- | --------------------------------- | ----------------------- | ------------------------ |
| 2025  | Renner                                            | رينر                              | رينر                    | قيد الإنتاج              |
| 2018  | The Black String                                  | الخيط الأسود                      | جوناثان                 | —                        |
| 2016  | Another Day in Paradise                           | يوم آخر في الجنة                  | مايك                    | —                        |
| 2015  | Hot Bath an' a Stiff Drink 2                      | حمام ساخن ومشروب قوي 2            | نائب أليستر جنكينز      | —                        |
|       | Road To Capri                                     | الطريق إلى كابري                  | دانيال                  | —                        |
| 2013  | Grapevine Valentine                               | عيد الحب في جريبفاين              | —                       | فيلم قصير                |
| 2011  | Pizza Man                                         | رجل البيتزا                       | مات بيرنز / بيتزا مان   | —                        |
| 2010  | The Legend of Secret Pass                         | أسطورة الممر السري                | مانو (صوت)              | —                        |
| 2008  | Extreme Movie                                     | فيلم متطرف                        | تشاك                    | —                        |
| 2007  | My Sexiest Year                                   | أكثر أعوامي جاذبية                | جيك شتاين               | —                        |
|       | Walk Hard: The Dewey Cox Story                    | امشِ بقوة: قصة ديوي كوكس           | بادي هولي               | —                        |
| 2006  | Stay Alive                                        | ابقَ حيًا                           | سوينك سيلفانيا          | —                        |
|       | Danny Roane: First Time Director                  | داني روان: المخرج لأول مرة        | نفسه                    | —                        |
|       | Choose Your Own Adventure: The Abominable Snowman | اختر مغامرتك: الرجل الثلجي البغيض | بنيامين نورث (صوت)      | فيديو منزلي؛ منتج تنفيذي |
| 2005  | Racing Stripes                                    | خطوط السباق                       | سترايبس (صوت)           | —                        |
| 2004  | Agent Cody Banks 2: Destination London            | العميل كودي بانكس 2: وجهة لندن    | كودي بانكس              | دور رئيسي                |
| 2003  | Agent Cody Banks                                  | العميل كودي بانكس                 | كودي بانكس              | دور رئيسي                |
|       | Stuck on You                                      | ملتصقان بك                        | صديق شير                | —                        |
| 2002  | Big Fat Liar                                      | الكذبة الكبيرة السمينة            | جيسون شيبرد             | —                        |
|       | Deuces Wild                                       | المزدوجات المتوحشة                | سكووتش                  | —                        |
| 2001  | Dr. Dolittle 2                                    | الدكتور دوليتل 2                  | شبل دب صغير (صوت)       | —                        |
| 2000  | My Dog Skip                                       | كلبي سكيب                         | ويلي موريس              | —                        |
|       | It Had to Be You                                  | كان يجب أن تكوني أنتِ              | فرانكلين                | —                        |
| 1999  | Lost & Found                                      | المفقود والمُكتشف                  | فتى في فيلم على التلفاز | —                        |
|       | Little Man                                        | الرجل الصغير                      | روس                     | فيلم قصير                |

## روابط خارجية
- فرانكي مونيز على موقع IMDb (الإنجليزية)
- فرانكي مونيز على موقع ميتاكريتيك (الإنجليزية)
- فرانكي مونيز على موقع روتن توميتوز (الإنجليزية)
- فرانكي مونيز على موقع قاعدة بيانات الأفلام العربية
- فرانكي مونيز على موقع ألو سيني (الفرنسية)
- فرانكي مونيز على موقع أول موفي (الإنجليزية)
- فرانكي مونيز على موقع بوكس أوفيس موجو (الإنجليزية)
- فرانكي مونيز على موقع قاعدة بيانات الأفلام السويدية (السويدية)
- فرانكي مونيز على موقع إن إن دي بي (الإنجليزية)
- فرانكي مونيز على موقع قاعدة بيانات الفيلم (الإنجليزية)